# Удружење скептика
Удружење скептика је непрофитна организација посвећена промовисању научног скептицизма и отпора ширењу псеудонауке, сујеверја и ирационалних уверења. Основао га је Мајкл Шермер у Лос Ангелесу. Након успеха свог часописа, Скептик, издатог први пут у пролеће 1992. године, постао је национална, а онда међународна организација.

## Историја
Друштво је основано 1992. године, а од 2008. године има 55.000 чланова широм света, укључујући Бил Наја, Ричард Докинса и Нил Деграс Тајсона.

## Активности
Друштво је укључено у велики број активности. Једна од њених основних активности је објављивање часописа Скептик. Часопис испитује многе псеудонаучне и паранормалне тврдње. Приче су се кретале од испитивања наводних НЛО у верским иконама до вероватноће вештачке интелигенције. Нека издања имају посебне делове посвећене одређеним темама које се испитује кроз више чланака различитих аутора, као што су интелигентни дизајн или алтернативна медицина. У сваком броју Скептика има део Јуниор Скептик, који је посвећен деци. Друштво издаје и еСкептик, недељни е-маил билтен о различитим темама.
Друштво има и веб-сајт на ком има информацијама о скептицизму, темама скептицизма и који пружа информације медијима о овоме.
Друштво има два подкаста. Скептично, који је лансиран 2007. године, али и МонстерТолк.
Друштво и спонзорише серије предавања на Калифорнијском технолошком институту. Предавање покрива широк спектар тема које су везане за науку, психологије, социјална питања, религије / атеизам, скептицизам... Предавања се одржавају недељом поподне и отворена су за јавност, а и снимци предавања су доступна за куповину.